# Here We Go Again (album)
Here We Go Again je drugi glasbeni album ameriške pop rock pevke Demi Lovato, ki ga je 21. julija 2009 izdala založba Hollywood Records.
Album je dosegel prvo mesto na lestvici Billboard 200, saj so že v prvem tednu od izida prodali kar 108 000 izvodov.

## Ozadje
Demi Lovato je svoj drugi glasbeni album še pred izidom opisala kot "album z različnimi zvoki". V nasprotju z vplivom rock glasbe pri njenem prvem albumu, Don't Forget, bo ta album vseboval več "pesmi  vplivom country glasbe". Demi Lovato je povedala tudi, da je bil njen prejšnji album precej podoben albumom glasbene skupine Jonas Brothers, saj so slednji pomagali pri pisanju pesmi. Ta album pa je želela ustvariti sama.
V izdelavi albuma je Demi Lovato sodelovala z glasbeniki, kot so John Mayer, Jon McLaughlin in William Beckett.
Pevka je povedala tudi, da bo s pesmimi z albuma nastopila na svoji prihajajoči turneji, Summer Tour 2009.

## Seznam pesmi
| Št. | Naslov                  | Dolžina |
| --- | ----------------------- | ------- |
| 1.  | „Here We Go Again‟      | 3:46    |
| 2.  | „Solo‟                  | 3:15    |
| 3.  | „U Got Nothin' On Me‟   | 3:38    |
| 4.  | „Falling Over Me‟       | 4:06    |
| 5.  | „Quiet‟                 | 2:45    |
| 6.  | „Catch Me‟              | 3:10    |
| 7.  | „Every Time You Lie‟    | 3:49    |
| 8.  | „Got Dynamite‟          | 3:25    |
| 9.  | „Stop The World‟        | 3:34    |
| 10. | „World Of Chances‟      | 2:51    |
| 11. | „Remember December‟     | 3:12    |
| 12. | „Everything You're Not‟ | 3:43    |

| Bonusi          | Bonusi                                                | Bonusi  |
| Št.             | Naslov                                                | Dolžina |
| --------------- | ----------------------------------------------------- | ------- |
| 13.             | „Gift Of A Friend‟                                    | 3:26    |
| 14.             | „So Far So Great‟ (iz TV serije Sonny With a Chance') | 2:15    |
| Skupna dolžina: | Skupna dolžina:                                       | 46:55   |

## Kritike
Po izidu je album Here We Go Again prejel v glavnem pozitivne ocene s strani glasbenih kritikov. Med drugim mu je Metacritic dodelil 65 točk od 100. Stephen Thomas Erlewine iz Allmusic je povedal, da album sicer ni bil tako zabaven, kot prejšnji album Demi Lovato, Don't Forget, vendar je pesmim "Here We Go Again," "Solo," "Remember December," in "So Far So Great" dodelil veliko število točk, saj so se "idealno ujemale z mladostno energijo in duhom Demi Lovato, kar je ena izmed njenih najbolj privlačnih lastnosti." Chicago Tribune je albumu dodelil vseh pet zvezdic in zraven povedal, da album "ne predstavlja nobenega padca za te mlade umetnike." Kerri Mason iz revije Billboard je napisala, da je album precej težko primerjati z ostalimi albumi ustvarjalcev iz Disney Channela, saj je Demi Lovato "naravni talent, ki bi zares moral oditi po drugi poti, saj je že prerasla Disney." Simon Vozick-Levinson iz Entertainment Weekly je pohvalil pesmi, ki so usmerjene bolj proti rocku, kot je na primer "Got Dynamite," saj je to "smer, s katero bi se morala Demi Lovato ukvarjati tudi v poznejših letih."
V decembru 2009 je Allmusic album Here We Go Again označil za enega izmed najboljših pop glasbenih albumov, ki so jih izdali v letu 2009.

## Singli
- "Here We Go Again" je prvi singl v albumu. Digitalno je izšel 23. junija 2009. Pesem je dosegla petnajsto mesto na lestvici Billboard Charts. Po izidu so se razširile govorice, da bo pesem drugi singl za verzijo albuma Here We Go Again, ki je izšel v Združenem kraljestvu.
- "Gift of a Friend" je promocijski singl z albuma. Izšel je 8. septembra in sicer zato, da bi promoviral film Zvončica in izgubljeni zaklad. Bil je tudi soundtrack za ta film. Videospot, ki so ga posneli za to pesem, prikaže predvsem Zvončico in ostale like iz filma.
- "Remember December" je drugi uradni singl z albuma, ki je izšel 17. novembra 2009. Videospot so snemali 26. oktobra tistega leta, izšel pa je 12. novembra 2009.[18] Tamar Anitai iz MTV Buzzworthy je pesem postavil na peto mesto lestvice "najboljših petih pesmi iz leta 2009".[19] 15. februarja 2010 je singl izšel tudi v Veliki Britaniji, kjer je na lestvici dosegel osemdeseto mesto..
- "World of Chances" je tretji in zadnji singl z albuma. Izšel bo 1. junija 2010. Videospot za singl ni bil potrjen do turneje Demi Lovato 2009 Summer Tour, na kateri so nastopili tudi skupina The Jonas Brothers in igralska zasedba filma Camp Rock 2: The Final Jam.

## Promocija
Radio Disney je pesmi iz albuma dnevno premierno predvajal od 16. julija 2009 dalje. To je trajalo do premiere albuma na soboto, 18. julija 2009. Pesem "Remember December" so promovirali tudi v Združenem kraljestvu in sicer na oddajah, kot so The Alan Titchmarch Show, Blue Peter in Freshly Squeezed med januarjem in februarjem.

## Ostali ustvarjalci
- Demi Lovato - vokal
- John Fields - bas kitara, kitara, tolkala, tolkala, klaviature, programiranje, vokali, produkcija, inženir, mešanje
- Adam Watts - producent, inženir
- John Mayer - kitara
- Nick Jonas - vokali (ozadje), bobni, kitara
- Paul Kevin Jonas - menedžer
- Eddie DeLaGarza - menedžer
- Jon McLaughlin - sintetizator, klavir, vokali (ozadje)
- Aris Archontis - producent, mešanje
- Jesse Owen Astin-  kitara
- Tommy Barbarella - sintetizator
- Christopher Anderson Bazzoli - kopije
- Michael Bland - bobni, programiranje
- Ken Chastain - tolkala, programiranje, inženir
- Daphne Chen - violina
- Lauren Chipman - viola
- Gary Clark - programiranje, produkcija, inženir, inštrumentacija
- Bob Clearmountain - mešanje
- Mathew Cooker - čelo
- Jason Recon Coons - inženir
- Dorian Crozier - bobni, inženir
- Andy Dodd - producent, inženir
- Richard Dodd - čelo
- Mher Filian - klaviature, programiranje
- Nikki Flores - vokal (ozadje)
- Eric Gorfain - violina
- Paul David Hager - inženir, mešanje
- Isaac Hasson - sintetizator, kitara, programiranje
- Kenny Johnson - bas kitara
- Simon Sampath Kumar - inženir
- Jon Lind - A&R
- Lord-Alge - mešanje
- Stephen Lu - dirigent, ureditve
- Jeannie Lurie - produkcija
- Dave McNair
- Steven Miller - inženir
- Chen Neeman - produkcija
- Sheryl Nields - fotografija
- William Owsley III - sintetizator, kitara, vokal, inženir
- Radu Pieptea - violina
- Wes Precourt - violina
- Lindy Robbins - vokal (ozadje)
- David Sage - viola
- Wesley Seidman - asistent inženirja
- David Snow - ustvarjalni vodja
- Gavin Taylor - umetnostna direkcija, oblikovanje
- Cindy Warden - A&R
- Christina Martini

## Dosežki
Glasbeni album Here We Go Again je na lestvici Billboard 200 z več kot 108 000 prodanimi izvodi v prvem tednu od izida dosegel prvo mesto.
Do februarja 2010 so prodali že več kot 369 000 izvodov albuma samo v Združenih državah Amerike.
| Dosežki (2009)                               | Mesto |
| -------------------------------------------- | ----- |
| Australian Albums Chart (Avstralija)         | 40    |
| Canadian Albums Chart (Kanada)               | 7     |
| Mexican Albums Chart (Mehika)                | 25    |
| New Zealand Albums Chart (Nova Zelandija)    | 10    |
| U.S. Billboard 200 (Združene države Amerike) | 1     |

## Zgodovina izida
| Regija                  | Datum             | Založba             |
| ----------------------- | ----------------- | ------------------- |
| Mehika                  | 13. julij 2009    | Universal Music     |
| Argentina               | 17. julij 2009    | Universal Music     |
| Združene države Amerike | 21. julij 2009    | Hollywood Records   |
| Puerto Rico             | 21. julij 2009    | Hollywood Records   |
| Malezija                | 31. julij 2009    | Universal Music     |
| Brazilija               | 4. avgust 2009    | Universal Music     |
| Nova Zelandija          | 10. avgust 2009   | Universal Music     |
| Kolumbija               | 10. avgust 2009   | Universal Music     |
| Filipini                | 12. avgust 2009   | Universal Music     |
| Avstralija              | 14. avgust 2009   | Universal Music     |
| Tajska                  | 21. avgust 2009   | Hollywood Records   |
| Švedska                 | 5. oktober 2009   | Hollywood Records   |
| Združeno kraljestvo     | 5. oktober 2009   | Fascination Records |
| Italija                 | 16. oktober 2009  | Fascination Records |
| Nemčija                 | 16. oktober 2009  | Fascination Records |
| Španija                 | 24. november 2009 | Hollywood Records   |
| Japonska                | 3. marec 2010     | Avex Trax           |